# Futbol'nyj Klub Vorskla
Il Futbol'nyj Klub Vorskla (in ucraino ФК Ворскла?) è la società di calcio di Poltava, in Ucraina. Milita attualmente nella Perša Liha, la seconda divisione del campionato ucraino di calcio.
Lo Stadio Vorskla di Poltava, che ospita le partite interne della squadra, ha una capienza di 25.000 spettatori.

## Storia
Il club venne fondato nel 1955 con il nome di Kolchoznyk, per poi assumere nel 1969 il nome Budivel'nyk (in ucraino Будівельник?) e nel 1984 la denominazione attuale, utilizzando il nome del fiume omonimo che attraversa Poltava. Nel 1986 entrò nella terza divisione del campionato sovietico di calcio, in cui continuò a militare fino alla dissoluzione dell'URSS.
Nel 1992, con l'istituzione del campionato ucraino di calcio, fu ammessa nel campionato ucraino di seconda divisione, che vinse nel 1995-1996. Il club fece dunque il suo debutto nel massimo campionato ucraino nella stagione 1996-1997, raggiungendo a sorpresa il terzo posto. Da allora la squadra non ha più ripetuto quel risultato fino al 2017-2018, pur continuando a rimanere ai vertici del campionato ucraino.
Nel 2008-2009, battendo per 1-0 in finale lo Šachtar, ha conquistato la Coppa d'Ucraina per la prima volta nella sua storia. Nel 2009 perse la Supercoppa d'Ucraina ai tiri di rigore contro la Dinamo Kiev (0-0 dopo i tempi supplementari).
Ha partecipato due volte alla Coppa UEFA. Nel 2011-2012 si qualificò per la fase a gironi dell'Europa League.
Dal 2003 al 2005 si è chiamato Vorskla-Naftogaz per motivi di sponsorizzazione.
Il 26 luglio 2014 Oleh Babaev, presidente del Vorskla nonché sindaco di Kremenčuk, fu assassinato a colpi di pistola.
Nella stagione 2017-2018 è giunta terza in campionato e nell'annata seguente è riuscita a qualificarsi per la fase a gironi dell'Europa League 2018-2019. Il gruppo E viene chiuso al terzo posto con soli 3 punti (alla pari del Qarabağ), 10 punti in meno dello Sporting Lisbona e 13 in meno dell'Arsenal.

## Palmarès

### Competizioni nazionali
- Coppa d'Ucraina: 1

2008-2009
- Perša Liha: 1

1995-1996

### Altri piazzamenti
- Campionato ucraino:

Terzo posto: 1996-1997, 2017-2018
- Coppa d'Ucraina:

Finalista: 2019-2020, 2023-2024
- Supercoppa d'Ucraina:

Finalista: 2009

## Statistiche

### Statistiche nelle competizioni UEFA
Tabella aggiornata alla stagione 2024-2025.
| Competizione                  | Partecipazioni | G  | V  | N | P  | RF | RS |
| ----------------------------- | -------------- | -- | -- | - | -- | -- | -- |
| Coppa UEFA/UEFA Europa League | 6              | 28 | 10 | 4 | 14 | 32 | 43 |
| UEFA Conference League        | 3              | 6  | 2  | 1 | 3  | 10 | 13 |
| Coppa Intertoto               | 1              | 6  | 2  | 3 | 1  | 11 | 8  |

## Organico

### Rosa 2024-2025
Aggiornata al 27 febbraio 2025.
| N. |                       | Ruolo | Calciatore              |
| -- | --------------------- | ----- | ----------------------- |
| 1  | Ucraina (bandiera)    | P     | Vadym Yushchyshyn       |
| 3  | Costa Rica (bandiera) | D     | Fernán Faerrón          |
| 4  | Ucraina (bandiera)    | D     | Ihor Perduta (capitano) |
| 6  | Ucraina (bandiera)    | C     | Oleksandr Skljar        |
| 7  | Ucraina (bandiera)    | P     | Pavlo Isenko            |
| 8  | Kosovo (bandiera)     | C     | Milot Avdyli            |
| 10 | Ucraina (bandiera)    | A     | Vladyslav Kulač         |
| 11 | Mali (bandiera)       | C     | Ibrahim Kane            |
| 15 | Ucraina (bandiera)    | C     | Artem Kulakovskyi       |
| 17 | Ucraina (bandiera)    | A     | Anton Salabay           |
| 18 | Ucraina (bandiera)    | D     | Yevgen Pavlyuk          |
| 19 | Ucraina (bandiera)    | D     | Danylo Izotov           |
| 23 | Ucraina (bandiera)    | D     | Navin Malysh            |

| N. |                     | Ruolo | Calciatore           |
| -- | ------------------- | ----- | -------------------- |
| 25 | Slovenia (bandiera) | D     | Luka Guček           |
| 27 | Ucraina (bandiera)  | D     | Illja Krups'kyj      |
| 29 | Ucraina (bandiera)  | D     | Andrij Bacula        |
| 30 | Ucraina (bandiera)  | C     | Ivan Nesterenko      |
| 33 | Ucraina (bandiera)  | C     | Serhij Mjakuško      |
| 38 | Ucraina (bandiera)  | C     | Artem Čeljadin       |
| 42 | Ucraina (bandiera)  | C     | Jevhenij Pasič       |
| 43 | Ucraina (bandiera)  | A     | Vladyslav Ostrovskyi |
| 44 | Ucraina (bandiera)  | D     | Daniil Khrypchuk     |
| 61 | Ucraina (bandiera)  | P     | Oleksandr Domolega   |
| 77 | Nigeria (bandiera)  | A     | Samson Iyede         |
| 80 | Ucraina (bandiera)  | A     | Denys Ndukve         |
| 96 | Ucraina (bandiera)  | P     | Daniyil Yermolov     |

### Rose passate
- 2013-2014